# Müllerdorf

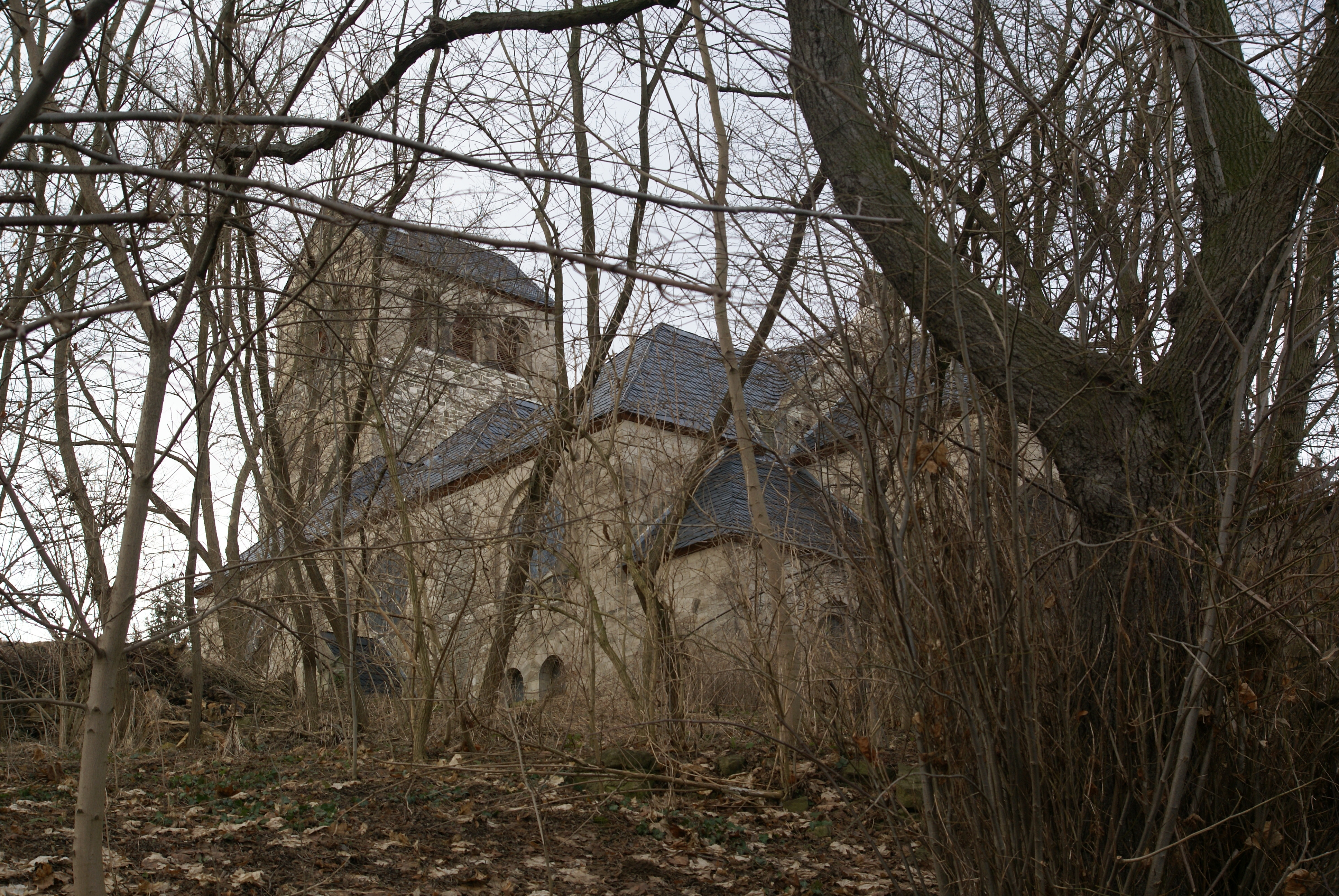
Kirche St. Petri

Müllerdorf ist ein Ortsteil der Ortschaft Zappendorf in der Gemeinde Salzatal im Saalekreis in Sachsen-Anhalt.

## Geographie und Infrastruktur
Im Tal des Lawekebaches gelegen wird die Dorfansicht von der evangelischen Kirche geprägt, die auf einem Hügel gelegen weithin sichtbar ist. Eine Kneipe und eine Bäckerei zählen neben dem Heimatmuseum zu den wichtigsten Einrichtungen. Die Wassermühle, die heute in privatem Besitz ist, ist eines der schönsten Gebäude. Die Wassermühle wurde erstmals 1465 erwähnt als ein Andreas d. Ä. Müller zu Müllerdorf war. Dessen Familie lebt bis heute in direkter Linie mit dem Namen Müller-Barthél in Nürnberg. Die Reste dieser ersten Mühle kann man noch rechts neben dem Tor zum Grundstück erkennen, wo knapp oberhalb des jetzigen Niveaus noch ein Fenster- oder Türbogen zu erkennen ist.
Die Einwohnerzahl liegt bei etwa 350 Menschen.

## Geschichte
Erstmals wird das Dorf 979, damals noch als Millerenthorp, erwähnt. Müllerdorf gehörte zum Oberamt Friedeburg im Distrikt Schraplau der Grafschaft Mansfeld. Bei der Teilung der Grafschaft Mansfeld 1738/80 kam der Ort zu dem Anteil, den das preußische Herzogtum Magdeburg erhielt. Mit dem Frieden von Tilsit wurde Müllerdorf im Jahr 1807 dem Königreich Westphalen angegliedert und dem Distrikt Halle im Departement der Saale zugeordnet. Es kam zum Kanton Fienstedt. Nach der Niederlage Napoleons und dem Ende des Königreichs Westphalen befreiten die verbündeten Gegner Napoleons Anfang Oktober 1813 das Gebiet.
Bei der politischen Neuordnung nach dem Wiener Kongress 1815 wurde Müllerdorf im Jahr 1816 dem Regierungsbezirk Merseburg der preußischen Provinz Sachsen angeschlossen und dem Mansfelder Seekreis angegliedert.
Im Zuge der ersten Kreisreform in der DDR wurde Müllerdorf am 15. Juni 1950 dem Saalkreis zugeordnet und am 20. Juli 1950 nach Zappendorf eingemeindet. Mit der zweiten Kreisreform 1952 kam Zappendorf in den neu zugeschnittenen Saalkreis im Bezirk Halle, der 2007 im Saalekreis aufging. Am 1. Januar 2010 kam der Ort mit Zappendorf zur Einheitsgemeinde Salzatal.

## Sehenswürdigkeiten
- Kirche St. Peter
- Wassermühle Müllerdorf
- Heimatmuseum Zappendorf mit vielseitigen Angeboten, das sich in einem der Bauernhöfe Müllerdorfs befindet

## Persönlichkeiten
- Gerd Gericke (1935–2021), Dramaturg und Hochschullehrer
- Johannes Baumgärtner (* 1948), Bildhauer und Medailleur und war Hochschullehrer; lebt und arbeitet in der Wassermühle Müllerdorf